# Monica Sweetheart
Monica Sweetheart, eg. Monika Listopadová, född 23 april 1981 i Beroun, är en tjeckisk porrskådespelerska. Sweetheart började i branschen efter att ha fyllt 18 och blev känd efter sin medverkan i Buttman's Anal Show 2. Sweetheart har numera flyttat till Kalifornien och har där spelat in över 300 filmer, bland annat tillsammans med Daniella Rush, Layla Rivera, Hillary Scott och Mr. Marcus.
Monica Sweetheart arbetar för tillfället för LA Direct Models.